# F-01A
docomo PRIME series F-01A（ドコモ プライム シリーズ エフ ゼロ いち エー）は、富士通によって開発された、NTTドコモの第三世代携帯電話(FOMA)端末である。docomo PRIME seriesの端末。

## 概要
富士通製のプライムシリーズ第1弾。「ハイスペック×防水」をキャッチコピーとして採用している。機能はF906iをベースにスペックアップしているが、従来の「ヨコモーション」のスイング型では防水に対応できないことから、画面回転機構はF706iで採用されたオーソドックスな回転2軸型に落ち着いた。防水対応携帯電話では、世界初となるフルワイドVGA液晶を搭載し、「防水ケータイ≠ハイスペック」という従来のイメージを払拭している。また、富士通製の携帯電話では、F900iT以来、4年ぶりとなるBluetooth（スマートフォンであるF1100を除く）とタッチパネルを採用している。ただし、タッチパネルは横画面時の一部の操作のみにしか使えないが、フルブラウザでタッチパネルによる文字入力ができる。このタッチパネルによる文字入力は２タッチ方式を踏襲したものになっている。
メインカメラはF906iよりもスペックアップした約520万画素で、らくらくホンプレミアムで採用された「フルオートフォーカス」機能、また顔認識機能などを搭載。ただし、F706i同様、インカメラが廃止されている。
また、Fシリーズの伝統である指紋センサーにも新たに防水対応のものが採用され、同社製に限らず防水ケータイとして初めてこれを搭載した。なお、従来ドコモで指紋センサーといえば富士通のみだったが、今回同時に発表されたSH-01AとSH-03Aにも『光TOUCH CRUISER』を利用した指紋センサーが搭載され、Fシリーズ以外では初の搭載となる。
サーチキーも搭載している。iモード、フルブラウザ、電話帳、辞書（国語、英和、和英）、メール、地図に対応している
なお、microSDHCメモリーカードについては、公式には8GBまでのカードに対応しているが、16GBカードの認識も確認されている。
ドコモの新サービスでは、iコンシェル、iウィジェット、iアプリオンラインの全てに対応している。
これまでの富士通の防水携帯電話は機能が絞れられた旧7シリーズばかりで、また富士通の旧9シリーズの端末も、実力の高さにもかかわらず、販売台数でやや苦戦することが多かったようである。しかし、当端末はハイスペック端末で防水を実現したことが幅広いユーザーから高く評価されており、旧9シリーズ時代には販売台数で差をつけられることが多かったP、SH、N90Xiμシリーズを抜いている。 
2009年の夏モデルより、同社携帯電話のイメージキャラクターが瑛太に代わったため、本機種は木村拓哉がイメージキャラクターを務めた最後の富士通製ドコモ端末となった。なお、彼を含めてSMAPメンバー全員は2009年からソフトバンクモバイルのイメージキャラクターを務めている。
| 主な対応サービス                  | 主な対応サービス                                                   | 主な対応サービス                     | 主な対応サービス                                |
| --------------------------------- | ------------------------------------------------------------------ | ------------------------------------ | ----------------------------------------------- |
| タッチパネル                      | FOMAハイスピード7.2Mbps                                            | Bluetooth                            | DCMX/おサイフケータイ                           |
| iアプリオンライン/地図アプリ      | 直感ゲーム/メガiアプリ                                             | iウィジェット                        | マチキャラ/iコンシェル                          |
| ホームU/ポケットU                 | GPS/ケータイお探し                                                 | デコメール/デコメ絵文字/デコメアニメ | iチャネル                                       |
| 着もじ/プッシュトーク             | テレビ電話/キャラ電                                                | 電話帳お預かりサービス               | フルブラウザ                                    |
| おまかせロック/バイオ認証         | 外部メモリーへiモードコンテンツ移行/ユーザーデータ一括バックアップ | トルカ                               | iC通信/iCお引越しサービス                       |
| きせかえツール/ダイレクトメニュー | バーコードリーダ/名刺リーダ                                        | 2in1                                 | エリアメール/ソフトウェアーアップデート自動更新 |
| GSM/3Gローミング(WORLD WING)      | 着うたフル/うた・ホーダイ                                          | Music&Videoチャネル/ビデオクリップ   | デジタルオーディオプレーヤー(AAC)(WMA)          |

## 歴史
- 2008年8月11日 - 技術基準適合証明(TELEC)通過。
- 2008年9月10日 - 電気通信端末機器審査協会(JATE)通過。
- 2008年9月16日 - 連邦通信委員会(FCC)通過。
- 2008年11月5日 - F-01A・F-02A・F-03A・F-04A・N-01A・N-02A・N-03A・N-04A・P-01A・P-02A・P-03A・P-04A・P-05A・SH-01A・SH-02A・SH-03A・SH-04A・L-01A・HT-01A・HT-02A・Nokia E71・BlackBerry Boldの開発を発表。
- 2008年11月19日 - 発売開始。

## 不具合
- 2008年12月24日に以下の不具合の修正が行われた。
  - カメラを起動しようとすると「回復できないエラーが発生したため終了します」というエラーが表示され、電源をOFFするまでカメラが起動できない。
- 2009年2月10日に以下の不具合の修正が行われた。
  - サーチキーなどの文字入力画面で、特定の文字を入力すると、再起動する場合がある。
  - 省電力モードを設定した状態で、デジタルオーディオプレーヤーで音楽を連続再生すると、稀に電源断となる場合がある。
- 2009年3月26日に以下の不具合の修正が行われた。
  - 圏外から圏内に移動しても、稀に圏外表示のままとなる場合がある。